# Independant Business Systems BetaSystem
Independant Business Systems BetaSystem (BetaSystem) је професионални рачунар, производ фирме Independant Business Systems који је почео да се израђује у САД током 1982. године.
Користио је Z80 као централни микропроцесор а RAM меморија рачунара BetaSystem је имала капацитет од 128 KB по Z80 картици.
Као оперативни систем кориштен је USCD PASCAL, CP/M, TURBODOS.

## Детаљни подаци
Детаљнији подаци о рачунару BetaSystem су дати у табели испод.
|                       |                           |
| [ 1 ]                 |                           |
| Произвођач            |                           |
| Тип                   | професионални рачунар     |
| Меморија              | 128 по картици            |
| Поријекло             | Сједињене Америчке Државе |
| Година                | 1982                      |
| Тастатура             | видео терминал            |
| Процесор              |                           |
| Фреквенција процесора | 4                         |
| RAM                   | 128 по картици            |
| ROM                   | 2 KB                      |
| Текст                 | непознато                 |
| Графика               | непознато                 |
| Боја                  | непознато                 |
| Звук                  | непознато                 |
| Димензије             | непознато                 |
| Портови               |                           |
| Оперативни систем     |                           |